# Fabrizio Gabriele
Fabrizio Gabriele (ur. 11 maja 1985 w Neapolu) – włoski wioślarz.

## Osiągnięcia
- Mistrzostwa Świata Juniorów – Duisburg 2002 – ósemka – 5. miejsce[1].
- Mistrzostwa Świata – Sewilla 2002 – dwójka ze sternikiem – 3. miejsce[1].
- Mistrzostwa Świata Juniorów – Ateny 2003 – czwórka ze sternikiem – 2. miejsce[1].
- Mistrzostwa Świata – Gifu 2005 – ósemka wagi lekkiej – 1. miejsce[1].
- Mistrzostwa Świata U-23 – Hazewinkel 2006 – czwórka bez sternika wagi lekkiej – 1. miejsce[1].
- Mistrzostwa Świata – Eton 2006 – ósemka wagi lekkiej – 1. miejsce[1].
- Mistrzostwa Świata U-23 – Glasgow 2007 – czwórka bez sternika wagi lekkiej – 5. miejsce[1].
- Mistrzostwa Świata – Monachium 2007 – ósemka wagi lekkiej – 3. miejsce[1].
- Mistrzostwa Europy – Ateny 2008 – czwórka bez sternika wagi lekkiej – 1. miejsce[1].
- Mistrzostwa Świata – Linz 2008 – ósemka wagi lekkiej – 4. miejsce[1].
- Mistrzostwa Świata – Poznań 2009 – jedynka wagi lekkiej – 10. miejsce[1].
- Mistrzostwa Europy – Montemor-o-Velho 2010 – czwórka podwójna wagi lekkiej – 1. miejsce[1].